# Combinada nòrdica

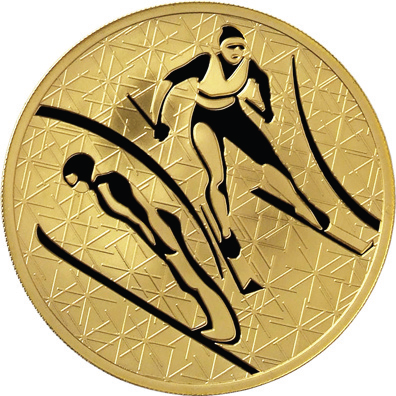
Moneda russa que mostra la combinada nòrdica

La Combinada Nòrdica és un esport que consisteix en una combinació de dues proves: una de salts d'esquí des d'un trampolí, i una d'esquí de fons. Es disputen tres competicions, amb una durada de dos dies cadascuna.

## Individual o "Gundersen"
El primer dia se celebren el salts de trampolí de 90 metres. Cada participant en realitza dos, els resultats dels quals se sumen. L'endemà se celebra la prova d'esquí de fons de 15 km en estil lliure. L'ordre de sortida es fa de forma escalonada segons el resultat als salts.

## Per equips
Cada equip està format per quatre membres. El primer dia es realitzen els dos salts a 90 metres i se sumen tots els salts de l'equip. El segon dia es fa la prova d'esquí de fons, però amb relleus cada cinc kilòmetres. La sortida ha de ser escalonada segons el resultat del dia anterior.

## Sprint
Similar a l'individual, però en comptes de saltar des d'un trampolí de 90 metres es fa amb un de 120 metres, i la prova d'esquí de fons és de 7,5 km.

## Història
La primera gran competició es va celebrar l'any 1892 a Oslo al salt d'esquí de Holmenkollen. El rei Olav V de Noruega va ser un experimentat saltador que va competir al Holmenkollen Ski Festival als anys vint. Va ser als Jocs Olímpics d'hivern de 1924 i ha estat al programa des de llavors. Fins als anys 50 es feia primer la cursa de fons, seguida del salt d'esquí. Això es va invertir perquè la diferència en la cursa de fons tendia a ser massa gran per superar-la en salts d'esquí. L'esport ha estat dominat pels noruecs, seguit pels finlandesos. No va ser fins al 1960 que la connexió nòrdica d'aquesta disciplina es va trencar quan l'alemany occidental Georg Thoma va guanyar la medalla d'or als Jocs Olímpics d'hivern de 1960.
Al llarg del temps s'ha modificat la distància a recórrer, els trampolins, els materials, etc. La competició per equips fou introduïda als jocs de Calgary 1988 i el sprint als de Salt Lake City 2002. A principis de novembre de 2016 es va decidir que les competicions femenines s'havien d'establir a nivell de la FIS a partir de la segona meitat de la dècada de 2010 amb la inclusió als campionats mundials a partir de 2021 i als Jocs Olímpics d'hivern de 2022.
Però el debut olímpic femení el 2022 va ser cancel·lat pel COI el juliol del 2018, que demanava més temps pel desenvolupament per a aquesta disciplina i probablement s'afegirà el 2026. El maig de 2018 el Congrés de la FIS va prendre diverses decisions sobre la inclusió de les dones en l'esport de Combinada nòrdica.
A partir del 2019, les dones seran incloses oficialment als Campionats del Món Júnior de la FIS. Es confirmaria que el 2021 marcarà l'inici del programa del Campionat del Món FIS femení (nivell sènior). El 2018 és el segon any del programa de la Copa Continental femenina, que inclourà un total de 12 proves.

## Palmarès
Felix Gottwald (Austria) és l'atleta de combinada nòrdica més condecorat de la història olímpica amb divuit medalles (inclosos cinc d'or), seguit d'Eric Frenzel amb set medalles.